# SIGBUS
SIGBUS — сигнал, який посилається процесу при помилці звернення до фізичної оперативної пам'яті. Символьна змінна SIGBUS оголошена у заголовному файлі signal.h. Символьні імена для сигналів використовуються через те, що їхні номери залежать від конкретної платформи.

## Етимологія
SIG є загальноприйнятий префіксом для назв сигналів. BUS походить від (англ. bus) — шина даних або адресна шина.

## Використання
Процес може отримати SIGBUS при помилці адресування фізичної пам'яті (на відміну від SIGSEGV — при адресуванні віртуальної пам'яті).